# ЖОК Црнокоса Артос
Женски одбојкашки клуб Црнокоса - Артос је одбојкашки клуб из Косјерића. Клуб је основан 1968 године. Тренутно  се такмичи у Првој лиги Србије за  одбојкашице. 
Састав екипе у сезони 2014/
Лучић Душица,
Биљић Катарина (либеро),
Илић Кристина,
Лучић Данијела,
Станковић Невена,
Петровић Милица,
Митровић Мирјана (капитен),
Марковић Тамара,
Гачић Ива,
Јованчићевић Јелица,
Јовановић Катарина,
Спасенић Александра (либеро),
Јелисавчић Јелена,

## Познате играчице
- Сузана Ћебић